# Sprögnitz
Sprögnitz ist eine Ortschaft und eine Katastralgemeinde der Marktgemeinde Großgöttfritz im Bezirk Zwettl in Niederösterreich. Die Ortschaft hat 132 Einwohner (Stand 1. Jänner 2025). Bis Ende 1967 war Sprögnitz eine eigenständige Gemeinde.

## Geschichte
Der Ort wird etwa 1194 als Sprezze zum ersten Mal schriftlich erwähnt, verödete aber im 13. Jahrhundert und wurde 1346 als Sprednitz neu gestiftet und gehörte bis 1848 dem Kloster Zwettl.
Ab 1850 bildete der Ort einen Teil der selbstständigen Gemeinde Großgöttfritz. 1929 wird er zu einer eigenständigen Gemeinde, am 1. Jänner 1968 wurde er mit den bis dahin eigenständigen Gemeinden Großweißenbach und Großgöttfritz zu einer Großgemeinde vereinigt.
Laut Adressbuch von Österreich waren im Jahr 1938 in der Ortsgemeinde Sprögnitz ein Gastwirt, ein Gemischtwarenhändler, ein landwirtschaftlicher Holzgeräteerzeuger, ein Schmied, ein Tischler, ein Viktualienhändler und einige Landwirte ansässig.
1988 wird im Ort das Unternehmen Sonnentor gegründet.

## Siedlungsentwicklung
Zum Jahreswechsel 1979/1980 befanden sich in der Katastralgemeinde Sprögnitz insgesamt 45 Bauflächen mit 37.997 m² und 14 Gärten auf 10.256 m², 1989/1990 gab es 49 Bauflächen. 1999/2000 war die Zahl der Bauflächen auf 115 angewachsen und 2009/2010 bestanden 56 Gebäude auf 120 Bauflächen.

## Bodennutzung
Die Katastralgemeinde ist landwirtschaftlich geprägt. 332 Hektar wurden zum Jahreswechsel 1979/1980 landwirtschaftlich genutzt und 179 Hektar waren forstwirtschaftlich geführte Waldflächen. 1999/2000 wurde auf 317 Hektar Landwirtschaft betrieben und 192 Hektar waren als forstwirtschaftlich genutzte Flächen ausgewiesen. Ende 2018 waren 306 Hektar als landwirtschaftliche Flächen genutzt und Forstwirtschaft wurde auf 194 Hektar betrieben. Die durchschnittliche Bodenklimazahl von Sprögnitz beträgt 26,3 (Stand 2010).